# (1209) Pumma
(1209) Pumma ist ein Asteroid des Hauptgürtels, der am 22. April 1927 vom deutschen Astronomen Karl Wilhelm Reinmuth in Heidelberg entdeckt wurde.
Benannt wurde der Asteroid nach dem Spitznamen der Nichte des deutschen Astronomen Albrecht Kahrstedt.